# 阿赫 (巴登-符腾堡州)
阿赫（德語：Aach，發音：[ˈaːx] ⓘ）是德国巴登-符腾堡州弗赖堡行政区康斯坦茨县的城市，位于博登湖畔，邻近德瑞边境，面积10.68平方千米，2023年12月31日人口为2,427人。阿赫以阿赫托普夫泉而闻名，其为德国产量最大的天然泉水。